# Øivind Blunck
Øivind Blunck (n. 28 de diciembre de 1950) es un actor y comediante de Noruega.
Es conocido por sus numerosas actuaciones con el Teatro Noruego. Ha aparecido en Olsenbanden como Holm.
Estuvo casado con la actriz Guri Schanke. Vive en Oslo.